# Łyżwiarstwo szybkie na Zimowych Igrzyskach Olimpijskich 2014 – bieg drużynowy mężczyzn
Bieg drużynowy mężczyzn na Zimowych Igrzyskach Olimpijskich 2014 odbywa się 21 i 22 lutego w hali Adler-Ariena w Soczi.

## Terminarz
| Data      | Konkurencja  | Godzina rozpoczęcia | Godzina rozpoczęcia |
| Data      | Konkurencja  | Czas CET            | Czas lokalny        |
| --------- | ------------ | ------------------- | ------------------- |
| 21 lutego | Ćwierćfinały | 14:30               | 17:30               |
| 21 lutego | Półfinały    | 16:13               | 19:13               |
| 22 lutego | Finał        | 14:51               | 17:51               |

## Rekordy
| Rekord            | Zawodnik | Czas    | Miejsce        | Data              |
| ----------------- | -------- | ------- | -------------- | ----------------- |
| Rekord świata     | Holandia | 3:35,60 | Salt Lake City | 16 listopada 2013 |
| Rekord olimpijski | Holandia | 3:39,95 | Vancouver      | 27 lutego 2010    |

## Wyniki

### Ćwierćfinały
| Miejsce       | Reprezentacja     | Zawodnicy                                           | Czas    | Strata | Uwagi      |
| ------------- | ----------------- | --------------------------------------------------- | ------- | ------ | ---------- |
| Ćwierćfinał 1 |                   |                                                     |         |        |            |
| 1.            | Kanada            | Mathieu Giroux Lucas Makowsky Denny Morrison        | 3:43,30 | –      | Półfinał 1 |
| 2.            | Stany Zjednoczone | Shani Davis Brian Hansen Jonathan Kuck              | 3:46,82 | +3,52  | Finał D    |
| Ćwierćfinał 2 |                   |                                                     |         |        |            |
| 1.            | Korea Południowa  | Joo Hyong-jun Kim Cheol-min Lee Seung-hoon          | 3:40,84 | –      | Półfinał 1 |
| -             | Rosja             | Aleksandr Rumiancew Dienis Juskow Iwan Skobriew     | 3:44,22 | +3,38  | DSQ        |
| Ćwierćfinał 3 |                   |                                                     |         |        |            |
| 1.            | Polska            | Zbigniew Bródka Konrad Niedźwiedzki Jan Szymański   | 3:42,78 | –      | Półfinał 2 |
| 2.            | Norwegia          | Håvard Bøkko Håvard Lorentzen Sverre Lunde Pedersen | 3:43,19 | +0,41  | Finał C    |
| Ćwierćfinał 4 |                   |                                                     |         |        |            |
| 1.            | Holandia          | Jan Blokhuijsen Sven Kramer Koen Verweij            | 3:44,48 | –      | Półfinał 2 |
| 2.            | Francja           | Alexis Contin Ewen Fernandez Benjamin Macé          | 3:53,17 | +8,69  | Finał D    |

### Półfinały
| Miejsce    | Reprezentacja    | Zawodnicy                                         | Czas    | Strata | Uwagi   |
| ---------- | ---------------- | ------------------------------------------------- | ------- | ------ | ------- |
| Półfinał 1 |                  |                                                   |         |        |         |
| 1.         | Korea Południowa | Joo Hyong-jun Cheol Min Kim Lee Seung-hoon        | 3:42,32 | –      | Finał A |
| 2.         | Kanada           | Mathieu Giroux Lucas Makowsky Denny Morrison      | 3:45,28 | +2,96  | Finał B |
| Półfinał 2 |                  |                                                   |         |        |         |
| 1.         | Holandia         | Jan Blokhuijsen Sven Kramer Koen Verweij          | 3:40,79 | –      | Finał A |
| 2.         | Polska           | Zbigniew Bródka Konrad Niedźwiedzki Jan Szymański | 3:52,08 | +11,29 | Finał B |

### Finał
| Miejsce | Reprezentacja     | Zawodnicy                                          | Czas    | Strata | Uwagi |
| ------- | ----------------- | -------------------------------------------------- | ------- | ------ | ----- |
| Finał A |                   |                                                    |         |        |       |
| 1.      | Holandia          | Jan Blokhuijsen Sven Kramer Koen Verweij           | 3:37,71 |        | OR    |
| 2.      | Korea Południowa  | Joo Hyong-jun Kim Cheol-min Lee Seung-hoon         | 3:40,85 | +3,14  |       |
| Finał B |                   |                                                    |         |        |       |
| 3.      | Polska            | Zbigniew Bródka Konrad Niedźwiedzki Jan Szymański  | 3:41,94 |        |       |
| 4.      | Kanada            | Mathieu Giroux Lucas Makowsky Denny Morrison       | 3:44,27 | +2,33  |       |
| Finał C |                   |                                                    |         |        |       |
| 5.      | Norwegia          | Håvard Bøkko Håvard Lorentzen Simen Spieler Nilsen | 3:44,91 |        |       |
| -       | Rosja             | Aleksandr Rumiancew Aleksiej Jesin Dienis Juskow   | 3:49,85 | +4,94  | DSQ   |
| Finał D |                   |                                                    |         |        |       |
| 6.      | Stany Zjednoczone | Brian Hansen Jonathan Kuck Joey Mantia             | 3:46,50 |        |       |
| 7.      | Francja           | Alexis Contin Ewen Fernandez Benjamin Macé         | 3:51,76 | +5,26  |       |